# Manuel Huerta
Manuel "Manny" Huerta (Havana, 22 de março de 1984) é um triatleta profissional estadunidense, nascido em Cuba, ele é naturalizado estadunidense. 

## Carreira
Manuel Huerta foi prata nos Jogos Pan-americanos, em 2011.
Huerta competiu na Rio 2016 por Porto Rico, ficando em 43º lugar com o tempo de 1:53.22.